# France Tomšič (jezikoslovec)
 France Tomšič, slovenski jezikoslovec in leksikograf, * 20. marec 1905, Trebnje, † 5. maj 1975, Ljubljana.

## Življenje in delo
Rojen kot Frančišek Karol Tomšič očetu poročniku (stražmojstru) Jožefu in materi Mariji (rojena Lunder). Osnovno šolo (1911-15) in gimnazijo (1915-23) je obiskoval v Novem mestu in nato na ljubljanski Filozofski fakulteti študiral slavistiko in leta 1928 diplomiral. Izpopolnjeval se je na Jagelonski univerzi v Krakovu in Varšavi (1928–29), ter decembra 1930 doktoriral v Ljubljani z disertacijo: Jezik v Janeza Svetokriškega Sacrum Promptuarium.
Kot suplent in gimnazijski profesor je v letih 1931−48 služboval na gimnazijah v Ljubljani in Kranju, nato bil dodeljen kot honorarni predavatelj (1947–49) in kot profesor slovenščine (1949–53) Višji pedagoški šoli v Ljubljani. Leta 1953 je postal izredni profesor za starocerkveno slovanščino in slovansko filologijo na FF v Ljubljani. Od 1961–71 je honorarno predaval starocerkvenoslovanščino in deloma tudi zgodovino slovenske književnosti, ker je postal 1961 znanstveni svetnik pri komisiji za slovensko gramatiko, filologijo in pravopis pri SAZU z nalogo, da sodeluje kot član glavnega oziroma od 1962 novega glavnega uredniškega odbora pri Slovarju slovenskega knjižnega jezika (SSKJ). Leta 1973 se je upokojil. Kot soavtor SSKJ je prejel 1971 za njegovo zasnovo kolektivno Kidričevo nagrado.
Tomšič je avtor nekaterih biografskih, spominskih in slavnostnih člankov o vidnih slovenskih jezikoslovcih. Sodeloval je tudi pri redakciji krajevnih imen v Krajevnem leksikonu Slovenije I-II (Ljubljana 1968, 1971), sestavil Nemško-slovenski slovar, ki je doživel več ponatisov ter bil lektor pri raznih časopisih in revijah.